# Sistema de unidades
Un sistema de unidades es un conjunto de unidades de medida consistente, normalizado y uniforme. En general definen unas pocas unidades de medida a partir de las cuales se deriva el resto. Existen varios sistemas de unidades:
- Sistema Internacional de Unidades (SI): la versión moderna del sistema métrico y el más usado en la actualidad. Sus unidades básicas son: el metro, el kilogramo, el segundo, el amperio, el kelvin, la candela y el mol. Las demás unidades son derivadas de las dichas.
- Sistema métrico decimal: primer sistema unificado de medidas. Sus unidades básicas son: el metro y el kilogramo.
- Sistema Cegesimal de Unidades  (CGS): denominado así porque sus unidades básicas son el centímetro, el gramo y el segundo. Fue creado como ampliación del sistema métrico para usos científicos.
- Sistema Natural: en el cual las unidades se escogen de forma que ciertas constantes físicas valgan exactamente la unidad.
- Sistema Técnico de Unidades: derivado del sistema métrico con unidades creadas para usos técnicos y basadas en el anterior. Este sistema está en desuso.
- Sistema Anglosajón de Unidades: es el sistema anglosajón tradicional. En 1824 fue normalizado en el Reino Unido con el nombre de Sistema Imperial, cuyo uso se mantiene en la vida corriente de este país. También fue normalizado en los Estados Unidos, con algunas diferencias sobre el Sistema Imperial, y este último solo se utiliza como sistema legal en Estados Unidos y en Liberia.
- Sistema MKS de Unidades: expresa las medidas utilizando como unidades fundamentales metro, kilogramo y segundo (MKS). El sistema MKS de unidades sentó las bases para el Sistema Internacional de Unidades, que ahora sirve como estándar internacional.

Además de estos sistemas, existen unidades prácticas usadas en diferentes campos y ciencias. Algunas de ellas son:
- Unidades atómicas
- Unidades usadas en Astronomía
- Unidades de masa
- Unidades de medida de energía